# 정준영
정준영(1989년 2월 21일 ~ )은 대한민국의 연예인, 성범죄자이다. 
2012년 《슈퍼스타K 4》에 참가하여 3위를 달성하였고, 앞서 2010년 9월, 앨범 《Rock Trip》으로 데뷔하였다.
2013년 12월 1일부터 2019년 3월 10일까지 KBS 2TV 《1박 2일》 시즌 3에 고정 출연했다. 2019년 3월 말, 정준영이 휴대폰 복구업체에 휴대폰을 맡겼다가 수리 기사가 고객의 사생활을 지인에게 유출하고, 법률상 공익신고 대상이 아님에도 국민권익위원회가 공익신고로 받아줘 드러난 버닝썬 게이트의 공범으로 연루되어 집단성폭행에 가담하고 불법 촬영한 성관계 영상물을 단체 채팅방에서 유포한 혐의가 드러나 활동을 중단하였고, 2019년부터 구속 기소되어 1심에서 징역 6년과 성범죄 치료 80시간 및 아동·청소년 관련 시설 취업 5년 금지 처분 받았으며, 2019년 11월 29일 성폭력범죄의 처벌 등에 관한 특례법 위반 등의 혐의로 1심에서 징역 6년이 선고되어 항소했다.

## 성장 과정
1989년 2월 21일, 대한민국 서울에서 2남 중 둘째로 태어났다. 정준영은 아버지 사업 때문에 어려서부터 여러 나라를 이주하며 살았는데 태어나자마자 인도네시아 자카르타로 가서 5살까지 살았으며, 그 이후에 유럽 여러 곳을 포함하여 미국, 필리핀, 프랑스, 중국, 일본 등에서 살았다. 특히 중국에서 7년 정도 살았다. 그는 17살 무렵 독립하여 필리핀에서 선교 활동을 하였고 그 와중에 아이들에게 음악을 가르치며 가수의 꿈을 꾸게 되었다. 초등학교 2학년 때부터 배운 바이올린을 계기로 음악가를 꿈꾸었으며, 한 콩쿨에서 금상을 수상했다. 19살에는 로커의 꿈을 이루기 위해 한국으로 들어와 인디밴드를 결성하여 2011년 8월에는 일본에서도 활동했다. 여러 나라를 이주하며 살았기 때문에 영어, 중국어, 일본어 및 필리핀어를 능숙하게 구사한다.

## 경력

### 2012년: 《슈퍼스타K 4》
2012년 Mnet 오디션 프로그램 《슈퍼스타K 4》에 밴드로 지원했으나 밴드 멤버의 사정상 3차 예선부터 솔로로 출연 하게 된다. 등장 순간부터 화제가 된 정준영은 슈퍼위크 라이벌 데스 매치에서 부른 〈먼지가 되어〉로 존재감을 드러내며 숱한 관심 속에 슈퍼스타K 4 Top3까지 진출하였다.

### 2017-2019: 복귀와 은퇴
2017년 2월 7일 "1인칭" 정규 앨범을 냈다. 타이틀 곡은 "나와 너"이며 장혜진이 피처링했다.
대표적인 예능으로는 2013년 12월 1일부터 출연했던 "1박 2일 시즌3"가 있다.
2016년 9월, 교제 중이던 여자친구를 동영상으로 불법 촬영하여 고소당하면서 9월 하순부터 모든 활동을 중단하였고, 10월 6일 검찰에서 혐의가 없음을 처분 받고 2017년 2월 가족 예능 1박 2일 및 음악 활동을 재개했다.
그러나 휴대폰 복구업체에 맡긴 이른바 자신의 '황금폰'을 수리기사와 그의 지인이 국민권익위원회와 미디어에 제보한 2019년에 술에 취한 여자를 성폭행하는 모습을 촬영하고 단체 카톡방에서 공유한 사실이 드러나 방송에서 하차하고 구속되었다.
2018년 1월 18일 배틀그라운드 프로 팀인 콩두 레드도트에 정식 입단하여 프로게이머로 활동하기도 했던 정준영은 2019년 1월, 팀과의 계약이 만료되었으나 성범죄 논란으로 재계약하지 않았다.

## 집단 강간 및 불법 성관계 촬영물 유포

### 2016년 1차 혐의
2016년 9월 23일 한 기자(박효실, 스포츠서울)가 정준영이 최근 한 여성으로부터 성범죄 혐의로 피소됐다며 피의자 신분으로 조사를 받았다고 보도했다.
정준영은 2016년 9월 25일 서울 노보텔엠베서더 강남 지점에서 긴급 기자회견을 열었다.
정준영의 전 여자친구는 고소 후 경찰조사에 임하며 고소를 곧바로 취하하고 사실관계를 바로잡았으나, 친고죄가 아닌 특성상 조사는 계속 진행되었고 탄원서를 수차례 제출하던 중이었다. 그러던 중 최초보도가 나오면서 오보들이 쏟아지게 되었다. 정준영의 기자회견 이후에도 허위기사와 루머가 계속되자, 상대 여성은 가장 최근 검찰에 제출한 탄원서를 공개하여 오보에 의해 겪고 있는 피해와 고통을 알리고 정준영의 무혐의를 주장했다.
또한 인터넷에 자신의 입장을 담은 호소문을 직접 올리기도 하였다. 곧 기자를 통해 본인임을 확인하여 정식으로 기사화되었다.
2016년 9월 27일, 검찰에서 휴대폰 임의 제출 요청을 하였다. 정준영의 소속사 측은 정준영이 기자회견에서 밝힌 내용들이 사실임을 밝히고자 검찰의 요청에 응하게 되었다면서 휴대폰의 제출사실을 확인했다. 이어 29일, 피소된 사건으로 물의를 일으킨 점에 대해 자숙의 시간을 갖기 위해서 자신이 출연하던 1박 2일 시즌3, 집밥 백선생 2에서 잠정하차하며 휴식기에 들어갔다. 10월 6일, 서울동부지검 형사3부(김지헌 부장검사)는 무혐의 처분을 내렸다.
검찰은 무혐의 처분에 대해 "고소인의 의사에 반해 특정 신체 부위를 촬영했다고 보기 어려우며, 성적 수치심을 느낄 수 있는 신체 부위를 촬영한 동영상이나 사진을 발견할 수 없었다"고 설명했으나 2019년 3월 13일 2016년 불법 촬영 혐의를 수사 받을 당시 경찰 측에서 증거 인멸 방법과 함께 데이터 복원 불가 확인서를 요구한 통화 녹취 자료가 있다는 사실이 밝혀졌다.

### 2019년 2차 혐의
그러나 2019년 3월 11일 승리와 함께 속한 카카오톡 단체대화방에서 불법 성관계 영상을 촬영하고 이를 유포했다는 사실이 밝혀 졌다.
정준영은 보도 다음 날(3월 12일), 로스앤젤레스에서 귀국하였으며, 출연중이던 KBS 2TV 1박 2일, tvN 짠내투어에서 하차했다.
2019년 3월 13일 정준영은 모든 혐의를 시인하고 사과문과 함께 연예계 활동을 중단하고 잠정 은퇴를 선언하였다. 본인이 나온 VOD가 삭제되었고, 모든 방송사 출연정지 명단에 등재되었다.
2019년 11월 13일 검찰은 정준영 등이 "2016년 1월 강원도 홍천, 3월 대구 등에서 술에 취한 여성을 집단 성폭행했다."는 등의 혐의로 구속기소하면서 "정준영은 2015년 말 연예인들이 참여한 카카오톡 대화방에서 여성들과 성관계한 사실을 밝히며 몰래 촬영한 영상을 전송하는 등 11차례에 걸쳐 불법 촬영물을 유포했다"면서 정준영에게 징역 7년을 구형했다.
2019년 11월 29일 서울중앙지법 형사29부(재판장 강성수)는 성폭력 범죄 처벌 등에 관한 특례법 위반(카메라 등 이용 촬영) 등 혐의로 기소된 가수 정준영에게 합동 준강간에 대해 무죄라고 하면서 징역 6년의 실형을 선고했다.(서울중앙지방법원2019고합306)
서울고등법원 형사12부(윤종구 최봉희 조찬영 부장판사) 심리로 2020년 4월 9일 열린 결심공판에서 검찰은 "합동 준강간에 대해 법리를 다시 검토해달라"고 하면서 1심 구형과 같은 징역 7년을 구형했으며 정준영은 최후 변론에서 "무엇보다 피해자분께 도덕적이지 않고, 짓궂게 얘기했던 것은 평생 반성해야 할 부분"이라며 "철없던 지난 시간에 대해 많은 반성을 하며 살아가겠다"고 말했다.(서울고등법원2019노2718)
1심에서 "국민참여재판을 희망하지 않는다"는 확인서를 3차례 제출했던 정준영은 최종훈 등 공동 피고인들이 1심, 2심에서 수 차례에 걸쳐 제출한 반성문을 5월 7일 선고를 앞둔 5월 4일에 처음으로 제출했으며 5월 6일에는 변호사를 통해 합의서를 제출했다.

### 판결
위의 사건들로 인해 정준영은 대법원에서 2020년 9월 24일에 징역 5년의 실형을 선고받고 법정구속 됐다. 이후 2024년 3월 19일에 만기 출소했다.
- 해당 판결에 대한 판결문은 대법원 홈페이지에 공개되어 있다. 사건번호는 2020도6369이다.[16]

## 음악 활동

### 음반

#### 정규앨범 1집 "1인칭" (발매일 2017년 2월 7일)
| 트랙 | 곡명                                                                        |
| 1    | Intro(작사 정준영 작곡 정준영, 이지훈)                                      |
| 2    | Princess(작사 정준영 작곡 정준영, 이지훈 편곡 정준영, 이지훈)               |
| 3    | 나와 너 (feat. 장혜진)(작사 정준영 작곡 정준영, 이지훈 편곡 정준영, 이지훈) |
| 4    | 화가(작사 정준영 작곡 정준영, 이지훈 편곡 정준영, 이지훈, 박상욱)           |
| 5    | Star(작사 정준영 작곡 정준영, 이지훈 편곡 정준영, 이지훈)                   |
| 6    | Amy(작사 정준영, Sean Kim 작곡 정준영 편곡 전진희)                          |
| 7    | 공감 (Orchestra Ver.)(작사 정준영 작곡 정준영, 이지훈 편곡 정준영, 이지훈)  |
| 8    | Psycho(작사 정준영 작곡 정준영, 이지훈 편곡 정준영, 이지훈)                 |
| 9    | 메아리 (Outro)(작사 정준영 작곡 정준영, 이지훈 편곡 정준영, 이지훈)         |

#### 미니음반(EP)
| 이름          | 발매일           | 곡명 | 비고 |
| ------------- | ---------------- | --- | --- |
| Rock Trip     | 2010년 9월 30일  | 1. 1,000miles (A Thousand Miles) 2. Love N Hate 3. 환상 4. Happy Blue Christmas 5. 1,000miles (A Thousand Miles) (Inst.) 6. Love N Hate (Inst.) 7. 환상 (Inst.) 8. Happy Blue Christmas (Inst.) | - 음반 / 디지털 앨범 - 레이블 : 신촌 뮤직 / 다날엔터테인먼트 - 신촌뮤직에서 발매된 음반과 디지털로 발매된 앨범의 수록내용이 다르다. 디지털 앨범에는 1,2번 트랙과 그 경음악만 수록되었다. 3,4번 트랙의 곡들은 2012년 각각 디지털 싱글로 발매되었다. |
| 1st 미니 앨범 | 2013년 10월 10일 | 1. 병이에요(Spotless Mind) 2. 정말? 3. 이별 10분 전 4. Be Stupid 5. 아는 번호 6. Take off Mask                                                                                                  | - 음반 / 디지털 앨범 - 레이블 : CJ E&M |
| TEENAGER      | 2014년 6월 26일  | 1. 내가 나에게 2. TEENAGER 3. 이빨 4. 친구 5. Hold On 6. 돛단배 | - 음반 / 디지털 앨범 - 레이블 : CJ E&M |

#### 싱글
| 이름                                                        | 발매일           | 곡명                                                                              | 비고                                                                   |
| ----------------------------------------------------------- | ---------------- | --------------------------------------------------------------------------------- | ---------------------------------------------------------------------- |
| 환상                                                        | 2012년 11월 9일  | 1. 환상 2. 환상 (Inst.)                                                           | - 디지털 싱글 - 레이블 : 다날엔터테인먼트                              |
| Happy Blue Christmas                                        | 2012년 12월 11일 | 1. Happy Blue Christmas                                                           | - 디지털 싱글 - 레이블 : SK커뮤니케이션즈                              |
| 병이에요(Spotless Mind)                                     | 2013년 10월 1일  | 1. 병이에요(Spotless Mind)                                                        | - 디지털 싱글 - 레이블 : CJ E&M                                        |
| 예쁜남자 OST Part 5                                         | 2014년 1월 2일   | 1. 하루만 2. 하루만 (Drama Ver.)                                                  | - 디지털 싱글 - 드라마 예쁜남자 OST - 레이블 : CJ E&M                  |
| 달리 함께 (with 윤하)                                       | 2014년 5월 29일  | 1. 달리 함께                                                                      | - 디지털 싱글 - 레이블 : CJ E&M                                        |
| 모던파머 OST PART 4                                         | 2014년 12월 5일  | 1. 같은 자리                                                                      | - 디지털 싱글 - 드라마 모던파머 OST - 레이블 : CJ E&M                  |
| 블레이드 & 소울 : Show Time                                 | 2014년 12월 17일 | 1. 블레이드 & 소울 : Show Time                                                    | - 디지털 싱글 - 게임 블레이드 & 소울의 주술사 테마곡 - 레이블 : CJ E&M |
| 월간 라이브커넥션 Track 3 (with 종현)                       | 2015년 10월 29일 | 1. 애월(愛月)                                                                     | - 디지털 싱글 - 레이블 : CJ E&M                                        |
| 포켓몬 더 무비 XY `후파 : 광륜의 초마신` (with 피카츄 밴드) | 2015년 12월 3일  | 1. Come To My Dream 2. Come To My Dream (Inst.)                                   | - 디지털 싱글 - 레이블 : KT 뮤직                                       |
| 공감                                                        | 2016년 2월 24일  | 1.공감(Feat.서영은) 2.Amy                                                         | 디지털 싱글 레이블:로엔 엔터테인먼트                                   |
| 기억 OST PART3                                              | 2016년 4월 23일  | 1.봄,추억 2.봄,추억(Inst.)                                                        | 디지털 싱글 드라마 기억 OST 레이블 : CJ E&M                            |
| W OST PART 1                                                | 2016년 7월 27일  | 1. 내가 너에게 가든 네가 나에게 오든 2. 내가 너에게 가든 네가 나에게 오든 (Inst.) | - 디지털 싱글 - 드라마 W OST - 레이블:로엔 엔터테인먼트                |
| 왕은 사랑한다 OST PART 6                                    | 2017년 8월 22일  | 1. Stay 2. Stay (Inst.)                                                           | - 디지털 싱글 - 드라마 왕은 사랑한다 OST - 레이블: CJ E&M              |
| 안단테 OST Part 4                                           | 2017년 11월 5일  | 1.매일 2.매일Inst.)                                                               |                                                                        |
| 피앙세 (fiancée)                                            | 2018년 3월 29일  | 1.피앙세 (fiancée) (Feat. Microdot) 2.피앙세 (fiancée) (Inst.)                    |                                                                        |

#### 참여 음반
| 이름                        | 발매일           | 곡명 | 비고 |
| --------------------------- | ---------------- | --- | --- |
| 슈퍼스타 K4 Top 12 Part.1   | 2012년 10월 15일 | 11. 매일 매일 기다려 12. 먼지가 되어 | Top12 경연곡〈매일 매일 기다려〉 슈퍼위크 라이벌 데스 매치 미션곡〈먼지가 되어〉                                                                |
| 슈퍼스타 K4 Top 12 Part.2   | 2012년 10월 22일 | 7. Bed Of Roses | Top9 경연곡〈Bed Of Roses〉 |
| 슈퍼스타 K4 Top 12 Part.3   | 2012년 10월 29일 | 5. 그것만이 내 세상 | Top7 경연곡〈그것만이 내 세상〉 |
| 슈퍼스타 K4 Top 12 Part.4   | 2012년 11월 5일  | 5. 아웃사이더 | Top6 경연곡〈아웃사이더〉 |
| 슈퍼스타 K4 Top 12 Part.5   | 2012년 11월 12일 | 2. 응급실 | Top4 경연곡〈응급실〉 |
| 슈퍼스타 K4 Top 12 Part.6   | 2012년 11월 19일 | 2. 잊었니 | Top3 경연곡〈잊었니〉 |
| It's Top12                  | 2012년 12월 18일 | (Disc 1) 1. Sing A Song 4. 먼지가 되어 6. 매일매일 기다려 (Disc 2) 4. 잊었니 14. 아웃사이더 (Disc 3) 1. Creep 3. 응급실 7. 그것만이 내 세상 11. Bed Of Roses 16. Sing A Song(Inst.) | 슈퍼스타K4 Top12 앨범 생방송 경연곡 6곡 슈퍼위크 라이벌 데스 매치 미션곡〈먼지가 되어〉 대국민 선정 듀엣곡〈Creep〉 Top12 단체곡〈Sing A Song〉 |
| 붉은악마5집 We Are The Reds | 2014년 5월 9일   | 7. Always Reds | 2014년 브라질 월드컵 붉은악마 공식 응원 앨범 with 소울다이브                                                                                    |

### 작사/작곡/편곡
| 날짜             | 곡명              | 분류                         | 수록                            | 비고                                                  |
| ---------------- | ----------------- | ---------------------------- | ------------------------------- | ----------------------------------------------------- |
| 2012년           | 〈Perfume〉       | 작사                         | 앨범 미수록                     | 인디밴드 Switch On 활동시                             |
| 2013년 10월 10일 | 〈아는 번호〉     | 공동 작사 / 공동 작곡        | 정준영 EP 1집 《1st 미니 앨범》 | 작사 with 박아셀 / 작곡 with 이지훈                   |
| 2013년 10월 10일 | 〈Take Off Mask〉 | 공동 작곡                    | 정준영 EP 1집 《1st 미니 앨범》 | 작곡 with 이지훈                                      |
| 2014년 1월 2일   | 〈하루만〉        | 공동 작사 / 작곡             | KBS2 예쁜남자 OST Part5         | 작사 with 팻뮤직                                      |
| 2014년 6월 26일  | 〈내가 나에게〉   | 공동 작곡 / 공동 편곡        | 정준영 EP 2집 《TEENAGER》      | 작곡 with 이지훈 / 편곡 with 스페이스카우보이, 이지훈 |
| 2014년 6월 26일  | 〈TEENAGER〉      | 공동 작곡 / 공동 편곡        | 정준영 EP 2집 《TEENAGER》      | 작곡 with 이지훈 / 편곡 with 스페이스카우보이, 이지훈 |
| 2014년 6월 26일  | 〈이빨〉          | 작곡 / 공동 편곡             | 정준영 EP 2집 《TEENAGER》      | 편곡 with 이승주, 이지훈                              |
| 2014년 6월 26일  | 〈친구〉          | 공동 작곡 / 공동 편곡        | 정준영 EP 2집 《TEENAGER》      | 작곡 with 이지훈 / 편곡 with 이승주, 이지훈           |
| 2014년 6월 26일  | 〈HOLD ON〉       | 공동 작곡 / 공동 편곡        | 정준영 EP 2집 《TEENAGER》      | 작곡 with 이지훈 / 편곡 with 이지훈                   |
| 2014년 6월 26일  | 〈돛단배〉        | 공동 작사 / 작곡 / 공동 편곡 | 정준영 EP 2집 《TEENAGER》      | 작사 with 박아셀 / 편곡 with 박아셀, 이지훈           |

### 콘서트
| 연도   | 제목                                             | 날짜                                | 장소                                                                  | 비고 |
| ------ | ------------------------------------------------ | ----------------------------------- | --------------------------------------------------------------------- | --- |
| 2012년 | 《슈퍼스타K4 Top12 콘서트》                      | 2012년 12월 20일 ~ 2012년 12월 21일 | 올림픽공원 SK올림픽핸드볼경기장                                       | 2회 공연 |
| 2012년 | 《슈퍼스타K4 Top12 콘서트》                      | 2012년 12월 24일                    | 인천 삼산월드체육관                                                   | |
| 2012년 | 《슈퍼스타K4 Top12 콘서트》                      | 2012년 12월 25일                    | 대구 엑스코                                                           | |
| 2012년 | 《슈퍼스타K4 Top12 콘서트》                      | 2012년 12월 28일                    | 광주 염주종합체육관                                                   | |
| 2012년 | 《슈퍼스타K4 Top12 콘서트》                      | 2012년 12월 29일                    | 수원 실내체육관                                                       | |
| 2012년 | 《슈퍼스타K4 Top12 콘서트》                      | 2012년 12월 31일                    | 부산 KBS홀                                                            | 2회 공연 |
| 2013년 | 《동교동 아트피플》                              | 2013년 3월 23일                     | UNIQLO-AX                                                             | 스페셜 게스트 〈Rape me〉, 〈Have a nice day〉, 〈Love addict〉 〈내가 고백을 하면〉콜라보레이션 with 딕펑스                                                  |
| 2013년 | 《안산밸리록페스티벌》                           | 2013년 7월 26일                     | 대부바다향기테마파크 내 페스티벌파크 Jagermeister ICE COLD SHOT STAGE | 〈아웃사이더〉, 〈미인〉, 〈Sweet Child O' Mine〉, 〈Knocking On Heaven's Door〉 〈Hello~단발머리~Song2〉콜라보레이션 with 옥요한(from 피아)                  |
| 2013년 | 《슈퍼스타K5 올스타콘서트》                      | 2013년 8월 4일                      | 서울시청 앞 잔디광장                                                  | 출연 및 메인 MC 〈박하사탕〉 |
| 2013년 | 《정준영 상상콘서트》                            | 2013년 11월 18일                    | 신세계 본점 문화홀                                                    | 〈응급실〉, 〈이별 10분전〉, 〈잊었니〉, 〈정말?〉, 〈Take off Mask〉, 〈아웃사이더〉                                                                         |
| 2013년 | 《그린플러그드 레드 2013》                       | 2013년 12월 7일                     | 블루스퀘어 삼성카드홀, NEMO                                           | 〈Rape me〉, 〈정말?〉, 〈아는 번호〉, 〈Be Stupid〉, 〈Take off Mask〉                                                                                       |
| 2013년 | 《CGV 스무살 전야 이벤트 정준영 미니콘서트》     | 2013년 12월 31일                    | 신촌 아트레온                                                         | 〈Take off Mask〉, 〈이별 10분전〉, 〈Be Stupid〉 |
| 2014년 | 《카운트다운 서울 2014》                         | 2014년 1월 1일                      | 영등포 타임스퀘어                                                     | 〈Slither〉, 〈아웃사이더〉, 〈Rape me〉, 〈매일 매일 기다려〉, 〈Be Stupid〉                                                                                 |
| 2014년 | 《청소년 토크 콘서트》                           | 2014년 1월 28일                     | 부산광역시 학생 예술 문화회관                                         | 〈이별 10분전〉, 〈High and Dry〉, 〈정말?〉, 〈Take off Mask〉, 〈Where did you sleep last night〉, 〈먼지가 되어〉, 〈응급실〉                              |
| 2014년 | 《정준영의 초콜릿 프로포즈》                     | 2014년 2월 13일                     | 신세계 센텀시티 문화홀                                                | 〈Creep〉, 〈응급실〉, 〈먼지가 되어〉, 〈병이에요〉, 〈모나리자〉, 〈이별 10분 전〉                                                                          |
| 2014년 | 《예쁜 남자 여름 축제 ~Love is Beautiful~》      | 2014년 7월 19일                     | 일본 마쿠하리 멧세                                                    | 〈하루만〉, 〈Hold On〉 |
| 2014년 | 《7월의 Someday》                                | 2014년 7월 20일                     | 잠실 롯데호텔 크리스털볼룸                                            | 〈Rape Me〉, 〈Take Off Mask〉, 〈하루만〉, 〈정말?〉 〈이별 10분 전〉, 〈Hold On〉, 〈TEENAGER〉 〈내가 나에게〉, 〈친구〉, 〈아는 번호〉, 〈돛단배〉        |
| 2014년 | 《감성공장 콜라보레이션 콘서트》                 | 2014년 8월 3일                      | 울산 KBS홀                                                            | 〈Rape me〉, 〈Take Off Mask〉, 〈하루만〉, 〈이별 10분 전〉 〈이빨〉, 〈Hold On〉, 〈TEENAGER〉 〈내가 나에게〉, 〈친구〉, 〈아는 번호〉, 〈돛단배〉         |
| 2014년 | 《KCON 2014》                                    | 2014년 8월 9일 ~ 2014년 8월 10일    | 미국 로스앤젤레스 메모리얼 스포츠 아레나                              | 〈이별 10분 전〉, 〈Hold On〉, 〈내가 나에게〉, 〈TEENAGER〉 〈Black or White〉 콜라보레이션 with 랩몬스터 from 방탄소년단 9일은 MC로만 참여 10일은 MC와 무대 |
| 2014년 | 《2014 워커힐 비키니 파티 SUPER SATURDAY PARTY》 | 2014년 8월 23일                     | 쉐라톤 그랜드 워커힐 리버파크                                         | 〈Rape me〉, 〈Have a nice day〉, 〈내가 나에게〉, 〈Stockholm Syndrome〉                                                                                     |

### TV 출연
| 방영일           | 방송사                    | 제목                            | 곡목                                          | 비고                                              |
| ---------------- | ------------------------- | ------------------------------- | --------------------------------------------- | ------------------------------------------------- |
| 2012년 12월 14일 | Mnet                      | 《슈퍼보이스쇼》                | 〈아웃사이더〉, 〈박하사탕〉, 〈붉은 노을〉   | 슈퍼스타K4 + 보이스오브코리아 + 쇼미더머니 특집쇼 |
| 2013년 1월 3일   | Mnet                      | 《M! Countdown》                | 〈Sing a song〉                               | 슈퍼스타K4 Top12로 출연                           |
| 2013년 1월 12일  | Mnet                      | 《윤도현의 MUST》               | 〈아웃사이더〉, 〈한숨만〉                    | 슈퍼스타K4 실전무대편                             |
| 2013년 1월 16일  | Mnet                      | 《뮤직 트라이앵글》             | 〈미안해요〉                                  | 레전드100 김건모편                                |
| 2013년 7월 13일  | KBS 2TV                   | 《불후의 명곡 전설을 노래하다》 | 〈Remember〉                                  | DJ DOC 편                                         |
| 2013년 8월 3일   | KBS 2TV                   | 《불후의 명곡 전설을 노래하다》 | 〈해석남녀〉                                  | 쿨 편                                             |
| 2013년 10월 10일 | Mnet                      | 《M! Countdown》                | 〈이별 10분 전〉                              | 데뷔 무대                                         |
| 2013년 10월 11일 | KBS 2TV                   | 《뮤직뱅크》                    | 〈이별 10분 전〉                              |                                                   |
| 2013년 10월 15일 | 아리랑 TV                 | 《Simply Kpop》                 | 〈이별 10분 전〉                              |                                                   |
| 2013년 10월 16일 | MBC MUSIC                 | 《쇼 챔피언》                   | 〈이별 10분 전〉                              |                                                   |
| 2013년 10월 17일 | Mnet                      | 《M! Countdown》                | 〈병이에요(Spotless Mind)〉, 〈이별 10분 전〉 |                                                   |
| 2013년 10월 18일 | KBS 2TV                   | 《뮤직뱅크》                    | 〈이별 10분 전〉                              |                                                   |
| 2013년 10월 22일 | 아리랑 TV                 | 《Simply Kpop》                 | 〈이별 10분 전〉                              |                                                   |
| 2013년 10월 23일 | MBC MUSIC                 | 《쇼 챔피언》                   | 〈이별 10분 전〉                              |                                                   |
| 2013년 10월 29일 | 아리랑 TV                 | 《Simply Kpop》                 | 〈이별 10분 전〉                              |                                                   |
| 2013년 10월 29일 | SBS MTV                   | 《더쇼》                        | 〈이별 10분 전〉                              |                                                   |
| 2013년 10월 30일 | MBC MUSIC                 | 《쇼 챔피언》                   | 〈이별 10분 전〉                              |                                                   |
| 2013년 10월 31일 | Mnet                      | 《M! Countdown》                | 〈이별 10분 전〉                              |                                                   |
| 2013년 11월 2일  | KBS 2TV                   | 《불후의 명곡 전설을 노래하다》 | 〈널 사랑하니까〉                             | 신승훈 편                                         |
| 2013년 11월 5일  | 아리랑 TV                 | 《Simply Kpop》                 | 〈이별 10분 전〉                              |                                                   |
| 2013년 11월 5일  | SBS MTV                   | 《더쇼》                        | 〈이별 10분 전〉                              |                                                   |
| 2013년 11월 7일  | Mnet                      | 《M! Countdown》                | 〈이별 10분 전〉                              |                                                   |
| 2013년 11월 8일  | KBS 2TV                   | 《뮤직뱅크》                    | 〈이별 10분 전〉                              |                                                   |
| 2013년 11월 12일 | SBS MTV                   | 《더쇼》                        | 〈이별 10분 전〉                              |                                                   |
| 2013년 11월 15일 | Mnet                      | 《슈퍼스타 K5》                 | 〈이별 10분 전〉, 〈Muzic〉                   | 파이널 스페셜 콜라보무대 (with 딕펑스)            |
| 2014년 2월 1일   | MBC TV                    | 《음악여행 예스터데이》         | 〈슬픈 언약식〉                               |                                                   |
| 2014년 2월 12일  | KBS Drama, KBS Joy, KBS W | 《가온차트 K-POP 어워드》       | 〈이별 10분 전〉                              | 신인상 수상 무대                                  |
| 2014년 6월 5일   | Mnet                      | 《M! Countdown》                | 〈달리 함께〉                                 | with 윤하                                         |
| 2014년 6월 27일  | KBS 2TV                   | 《뮤직뱅크》                    | 〈TEENAGER〉                                  |                                                   |
| 2014년 7월 2일   | MBC MUSIC                 | 《쇼 챔피언》                   | 〈TEENAGER〉                                  |                                                   |
| 2014년 7월 3일   | Mnet                      | 《M! Countdown》                | 〈내가 나에게〉, 〈TEENAGER〉                 |                                                   |
| 2014년 7월 8일   | SBS MTV                   | 《더쇼》                        | 〈TEENAGER〉                                  |                                                   |
| 2014년 7월 9일   | MBC MUSIC                 | 《쇼 챔피언》                   | 〈TEENAGER〉                                  |                                                   |
| 2014년 7월 11일  | 아리랑 TV                 | 《Simply Kpop》                 | 〈TEENAGER〉                                  |                                                   |
| 2014년 7월 15일  | SBS MTV                   | 《더쇼》                        | 〈TEENAGER〉                                  |                                                   |
| 2014년 7월 18일  | KBS 2TV                   | 《뮤직뱅크》                    | 〈TEENAGER〉                                  |                                                   |
| 2014년 7월 25일  | KBS 2TV                   | 《유희열의 스케치북》           | 〈Always〉, 〈TEENAGER〉                      |                                                   |
| 2014년 8월 6일   | SBS MTV                   | 《더 스테이지 빅 플레저》       |                                               |                                                   |

## 음악 외 활동

### 예능
| 방영일                                                               | 방송사     | 제목                            | 역할      | 비고                                                                                            |
| -------------------------------------------------------------------- | ---------- | ------------------------------- | --------- | ----------------------------------------------------------------------------------------------- |
| 2011년 6월 18일 ~ 2011년 9월 3일                                     | Comedy TV  | 《얼짱시대 5》                  | 출연      | 《얼짱시대 6》11화에 특별 출연 (2012년 2월11일) 《얼짱TV》17화에 게스트로 출연 (2012년 7월 7일) |
| 2012년 10월 19일 ~ 2012년 11월 30일                                  | Mnet       | 《슈퍼스타K4 Backstage》        | 출연      |                                                                                                 |
| 2012년 11월 26일                                                     | Mnet       | 《와이드 연예뉴스》             | 게스트    | 오픈 스튜디오 Talk                                                                              |
| 2012년 12월 3일 ~ 2012년 12월 10일                                   | Mnet       | 《비틀즈코드2》                 | 게스트    | 슈퍼스타K4 특집                                                                                 |
| 2012년 12월 7일                                                      | Mnet       | 《슈퍼스타K4 TOP12 토크콘서트》 | 게스트    | 오픈 스튜디오 Talk                                                                              |
| 2012년 12월 10일 ~ 2012년 12월 17일                                  | tvN        | 《현장 토크쇼 택시》            | 게스트    | 홍콩 특집                                                                                       |
| 2012년 12월 21일 ~ 2013년 2월 8일                                    | Mnet       | 《슈퍼스타K4ever 스페셜트랙》   | 출연      | 6화 출연 없음                                                                                   |
| 2013년 1월 27일                                                      | tvN        | 《세 얼간이》                   | 게스트    | 햄버거 빨리 먹기 / 생활댄스 대결                                                                |
| 2013년 3월 21일                                                      | 온게임넷   | 《켠김에 왕까지》               | 게스트    | 진 혼두라                                                                                       |
| 2013년 5월 31일 ~ 2013년 8월 2일                                     | Mnet       | 《NEWS 슈퍼스타K5》             | 출연      | 2회 3회 4회 5회 6회 8회                                                                         |
| 2013년 6월 11일                                                      | Mnet       | 《밴드의 시대》                 | 특별 출연 | 장미여관의 육중완 응원 vtr 출연                                                                 |
| 2013년 8월 15일                                                      | 온스타일   | 《도전! 수퍼모델 코리아 시즌4》 | 특별 출연 | 오픈하우스 축하무대                                                                             |
| 2013년 8월 15일                                                      | KBS 2TV    | 《해피투게더 시즌 3》           | 게스트    | 꽃미남 특집                                                                                     |
| 2013년 9월 10일 ~ 2013년 10월 1일                                    | 온스타일   | 《정준영의 BE STUPID》          | 출연      | 리얼리티 프로그램                                                                               |
| 2013년 9월 14일 ~ 2014년 5월 31일                                    | MBC        | 《우리 결혼했어요》             | 출연      |                                                                                                 |
| 2013년 9월 18일                                                      | KBS 2TV    | 《날 보러와요》                 | 출연      | 추석 특집 파일럿                                                                                |
| 2013년 10월 22일                                                     | KBS 2TV    | 《1 대 100》                    | 출연      | 314회                                                                                           |
| 2013년 10월 26일                                                     | MBC        | 《세바퀴》                      | 게스트    | 225회                                                                                           |
| 2013년 10월 30일                                                     | MBC TV     | 《라디오스타》                  | 게스트    | 351회 구리구리 특집                                                                             |
| 2013년 11월 8일                                                      | KBS 2TV    | 《가족의 품격 풀하우스》        | 게스트    | 39회                                                                                            |
| 2013년 12월 1일 ~ 2016년 10월 2일, 2017년 1월 15일 ~ 2019년 3월 10일 | KBS 2TV    | 《1박 2일》                     | 출연      |                                                                                                 |
| 2013년 12월 26일                                                     | KBS 2TV    | 《해피투게더 시즌 3》           | 게스트    | 발칙한 남자들 편                                                                                |
| 2014년 2월 27일 ~ 2014년 11월 20일                                   | Mnet       | 《M! Countdown》                | MC        |                                                                                                 |
| 2014년 3월 26일                                                      | MBC        | 《라디오스타》                  | 게스트    | 370회 우리 결혼했어요 Season4 특집                                                              |
| 2014년 6월 26일                                                      | Mnet       | 《음담패설》                    | 게스트    | 숨은 로커를 찾아라!편                                                                           |
| 2014년 6월 28일                                                      | tvN        | 《SNL 코리아 시즌 5》           | 게스트    | 11화 호스트                                                                                     |
| 2014년 7월 3일                                                       | MBC        | 《별바라기》                    | 게스트    |                                                                                                 |
| 2014년 7월 8일                                                       | Mnet       | 《발칙한 인터뷰 4가지쇼》       | 게스트    | ep.11 정준영                                                                                    |
| 2014년 7월 16일                                                      | MBC every1 | 《주간 아이돌》                 | 게스트    |                                                                                                 |
| 2014년 7월 17일                                                      | KBS 2TV    | 《밥상의 신》                   | 게스트    |                                                                                                 |
| 2014년 7월 19일                                                      | KBS 2TV    | 《어송포유》                    | 게스트    | 〈아는 번호〉, 〈TEENAGER〉라이브                                                               |
| 2014년 8월 9일                                                       | MBC MUSIC  | 《우상본색》                    | 게스트    | 7월 19일 MBC C-RADIO로 선공개                                                                   |
| 2014년 8월 16일 ~ 2014년 10월 11일                                   | SBS        | 《패션왕 코리아 2》             | 출연      |                                                                                                 |
| 2014년 9월 12일                                                      | MBC        | 《띠동갑내기 과외하기》         | 특별 출연 | 이재용편                                                                                        |
| 2015년 5월 23일 ~ 2015년 5월 30일                                    | MBC        | 《마이 리틀 텔레비전》          | 출연      |                                                                                                 |
| 2015년 11월 6일 ~ 2015년 12월 4일                                    | SBS        | 《정글의 법칙》                 | 출연      | 사모아 편                                                                                       |
| 2015년 12월 10일 ~ 2016년 6월 23일                                   | JTBC       | 《헌집줄게 새집다오》           | 출연      |                                                                                                 |
| 2016년 3월 22일 ~ 2016년 10월 11일                                   | tvN        | 《집밥 백선생 2》               | 출연      |                                                                                                 |
| 2016년 5월 6일 ~ 2016년 5월 20일                                     | JTBC       | 《히트메이커》                  | 출연      |                                                                                                 |
| 2016년 7월 28일                                                      | Mnet       | 《너의 목소리가 보여 시즌 3》   | 출연      | 5화                                                                                             |
| 2016년 11월 4일 ~ 2016년 11월 18일                                   | SBS        | 《정글의 법칙》                 | 출연      | 동티모르 편                                                                                     |
| 2017년 7월 12일 ~ 2017년 7월 26일                                    | SBS        | 《남사친 여사친》               | 출연      |                                                                                                 |
| 2017년 11월 25일 ~ 2019년 3월 9일                                    | tvN        | 《짠내투어》                    | 출연      |                                                                                                 |

### 드라마
| 방송사  | 제목                              | 출연 일자 | 배역          | 비중      |
| ------- | --------------------------------- | --------- | ------------- | --------- |
| 2013년  |                                   |           |               |           |
| Mnet    | 《몬스타》                        | 7월 12일  | 청년 한지웅   | 특별 출연 |
| 2014년  |                                   |           |               |           |
| MBC     | 《운명처럼 널 사랑해》            | 7월 24일  | 라디오 DJ     | 특별 출연 |
| MBC     | 《드라마 페스티벌 - 터닝 포인트》 | 9월 4일   | 라디오 DJ     | 특별 출연 |
| 2015년  |                                   |           |               |           |
| Mnet    | 《더러버》                        | 4월 2일   | 610호 정영준  | 주연      |
| 2015년  |                                   |           |               |           |
| KBS 2TV | 《프로듀사》                      | 6월 13일  | 신디 안티팬   | 특별 출연 |
| 2016년  |                                   |           |               |           |
| KBS 2TV | 《마음의 소리》                   | 12월 30일 | 옆집 신혼부부 | 특별 출연 |

### 영화
| 배급사 | 제목            | 개봉일   | 배역            | 비중 |
| ------ | --------------- | -------- | --------------- | ---- |
| 2015년 |                 |          |                 |      |
| CJ     | 《오늘의 연애》 | 1월 14일 | 염효봉 / 앤드류 | 조연 |

### 뮤직비디오
| 아티스트            | 제목                      | 공개일    | 링크 | 비고                  |
| ------------------- | ------------------------- | --------- | ---- | --------------------- |
| 2012년              |                           |           |      |                       |
| 소녀시대-태티서     | 〈Twinkle〉               | 4월 30일  | #    | 단역                  |
| 레드애플            | 〈바람아 불어라〉         | 11월 15일 | #    | 특별 출연             |
| 2013년              |                           |           |      |                       |
| 이승철              | 〈사랑하고 싶은 날〉      | 6월 14일  | #    | 특별 출연             |
| 정준영              | 〈병이에요〉              | 9월 30일  | #    | N극 Ver.              |
| 정준영              | 〈병이에요〉              | 10월 1일  | #    | S극 Ver.              |
| 정준영              | 〈이별 10분 전〉          | 10월 9일  | #    | 데뷔곡                |
| 2014년              |                           |           |      |                       |
| 정준영, 윤하        | 〈달리 함께〉             | 5월 28일  | #    |                       |
| 마마무              | 〈Mr. 애매모호〉          | 6월 17일  | #    | 특별 출연             |
| 정준영              | 〈Teenager〉              | 6월 25일  | #    |                       |
| 2015년              |                           |           |      |                       |
| 드럭 레스토랑       | 〈OMG〉                   | 5월 26일  | #    |                       |
| 정준영, 피카츄 밴드 | 〈Come To My Dream〉      | 12월 10일 | #    | 포켓몬 더 무비 XY OST |
| 2016년              |                           |           |      |                       |
| 정준영              | 〈공감〉                  | 2월 23일  | #    |                       |
| 드럭 레스토랑       | 〈Mistake〉               | 6월 7일   | #    |                       |
| 2017년              |                           |           |      |                       |
| 드럭 레스토랑       | 〈Drink O2 In The Water〉 | 8월 3일   | #    |                       |
| 드럭 레스토랑       | 〈Drink O2 In The Water〉 | 9월 16일  | #    | 밴드 Ver.             |
| 2018년              |                           |           |      |                       |
| 드럭 레스토랑       | 〈Her〉                   | 1월 1일   | #    |                       |

### 라디오
| 방송일                            | 방송사         | 제목                            | 역할      | 비고 |
| --------------------------------- | -------------- | ------------------------------- | --------- | --- |
| 2012년 12월 10일                  | MBC FM4U       | 《푸른밤, 정엽입니다》          | 게스트    | 여심공략 프로젝트 - 해주세요 〈high & dry〉                                                                |
| 2013년 1월 11일                   | MBC FM4U       | 《두시의 데이트 주영훈입니다》  | 게스트    | 내 노래의 모든 것 - 슈스케 TOP3 특집 〈Perfume〉, 〈뭐라할까〉                                             |
| 2013년 1월 18일                   | MBC 표준FM     | 《신동의 심심타파》             | 게스트    | 쇼!라이브 중심 〈where did you sleep last night〉                                                          |
| 2013년 1월 23일                   | SBS 파워FM     | 《김창렬의 올드 스쿨》          | 게스트    | 2부 음악의 품격2 〈knocking on heaven's door〉                                                             |
| 2013년 1월 28일 ~ 2013년 3월 3일  | MBC FM4U       | 《정오의 희망곡》               | DJ        | DJ 김신영의 부재기간 동안의 임시 DJ                                                                        |
| 2013년 1월 30일                   | KBS 제2FM      | 《슈퍼주니어의 키스 더 라디오》 | 게스트    | 앞마당 콘서트 〈californication〉, 〈먼지가 되어〉                                                         |
| 2013년 2월 19일                   | MBC 표준FM     | 《윤하의 별이 빛나는 밤에》     | 게스트    | 별밤 라이브쇼 - 막듣자 〈alive〉                                                                           |
| 2013년 5월 6일 ~ 2013년 8월 18일  | MBC FM4U       | 《로이킴 정준영의 친한친구》    | DJ        | |
| 2013년 7월 16일                   | MBC 표준FM     | 《윤하의 별이 빛나는 밤에》     | 깜짝 등장 | 보이는 라디오에 등장                                                                                       |
| 2013년 7월 26일                   | MBC 표준FM     | 《신동의 심심타파》             | 깜짝 등장 | 1부 선물소개코너                                                                                           |
| 2013년 8월 19일 ~ 9월 1일         | MBC FM4U       | 《정준영의 친한친구》           | DJ        | 친한친구의 마지막 DJ                                                                                       |
| 2013년 10월 10일                  | SBS 파워FM     | 《두시 탈출 컬투 쇼》           | 게스트    | 특선 라이브 〈이별 10분 전〉,〈Creep〉                                                                     |
| 2013년 10월 10일                  | MBC 표준FM     | 《윤하의 별이 빛나는 밤에》     | 게스트    | 별밤 초대석 〈이별 10분 전〉,〈정말?〉,〈Take off Mask〉                                                   |
| 2013년 10월 14일                  | KBS 제2FM      | 《김범수의 가요 광장》          | 게스트    | 초대석 〈이별 10분 전〉                                                                                    |
| 2013년 10월 14일                  | KBS 제2FM      | 《유인나의 볼륨을 높여요》      | 게스트    | 볼륨 초대석 〈이별 10분 전〉,〈where did you sleep last night〉                                            |
| 2013년 10월 17일                  | MBC 표준FM     | 《신동의 심심타파》             | 게스트    | 쇼! 스타중심 〈이별 10분 전〉,〈정말?〉                                                                    |
| 2013년 10월 19일                  | SBS 파워FM     | 《김창렬의 올드 스쿨》          | 게스트    | 음악의 품격 〈이별 10분 전〉,〈정말?〉                                                                     |
| 2013년 10월 19일                  | KBS 제2FM      | 《슈퍼주니어의 키스 더 라디오》 | 게스트    | 기대해도 좋아, Let's go! 〈이별 10분 전〉                                                                  |
| 2013년 10월 20일                  | MBC FM4U       | 《오후의 발견 김현철입니다》    | 게스트    | 오후에 발견한 사람                                                                                         |
| 2013년 10월 22일                  | MBC FM4U       | 《정오의 희망곡 김신영입니다》  | 게스트    | Live On Air 〈이별 10분 전〉,〈정말?〉,〈축제〉                                                            |
| 2013년 10월 25일                  | SBS 파워FM     | 《붐의 영스트리트》             | 게스트    | MH 수사본부                                                                                                |
| 2013년 11월 6일                   | 평화방송       | 《한낮의 가요선물》             | 게스트    | 한낮의 소개팅                                                                                              |
| 2013년 11월 7일                   | KBS 제2FM      | 《슈퍼주니어의 키스 더 라디오》 | 게스트    | 수능특집 오늘은 놀자 〈늑대와 미녀〉                                                                       |
| 2013년 11월 8일                   | MBC FM4U       | 《배철수의 음악캠프》           | 게스트    | 사람과 음악 〈병이에요 (Spotless Mind)〉,〈이별 10분 전〉,〈정말?〉, 〈Take Off Mask〉,〈Come As You Are〉 |
| 2013년 11월 16일                  | KBS 한민족방송 | 《가요 KOREA》                  | 게스트    | |
| 2013년 12월 8일                   | MBC FM4U       | 《푸른밤, 정엽입니다》          | 게스트    | 푸른밤 아티스트                                                                                            |
| 2014년 1월 10일                   | KBS 제2FM      | 《이소라의 가요광장》           | 게스트    | 슈퍼스타 스페셜 〈하루만〉                                                                                 |
| 2014년 1월 13일                   | MBC 표준FM     | 《윤하의 별이 빛나는 밤에》     | 게스트    | 선물이 빛나는 밤에 〈그런가봐요〉,〈again & again〉                                                        |
| 2014년 1월 30일                   | KBS 제2FM      | 《유인나의 볼륨을 높여요》      | 깜짝 등장 | 1부 5일간의 음악여행 코너에 1박 2일 멤버들과 등장 〈고백(Go Back)〉                                        |
| 2014년 7월 1일                    | KBS 제2FM      | 《이소라의 가요광장》           | 게스트    | 여자니까 남자얘기                                                                                          |
| 2014년 7월 1일                    | SBS 파워FM     | 《김창렬의 올드 스쿨》          | 게스트    | 음악의 품격                                                                                                |
| 2014년 7월 2일                    | MBC 표준FM     | 《신동의 심심타파》             | 게스트    | 쇼!스타중심                                                                                                |
| 2014년 7월 5일                    | KBS 제2FM      | 《슈퍼주니어의 키스 더 라디오》 | 게스트    | 기대해도 좋아, Let's go! 〈TEENAGER〉                                                                      |
| 2014년 7월 7일 ~ 2015년 11월 15일 | MBC 표준FM     | 《정준영의 심심타파》           | DJ        | |

### 잡지
| - 보그 코리아 2013년 1월호 - 퍼스트룩 36호 - 보그걸 2013년 8월호 - 스타에이지 8호 - 인스타일 2013년 8월호 - 아레나 옴므 플러스 2013년 8월호 - 오보이 39호 - 슈어 2013년 9월호 - 싱글즈 2013년 9월호 - 퍼스트룩 53호 - 나일론 2013년 10월호 - 어반라이크 2013년 10월호 - 쎄씨 2013년 11월호 - 긱 2013년 11월호 - 어반 도큐멘타 2013년 11월호 (창간호) - 브로마이드 2013년 11월호 - 스타에이지 11호 | - 쎄씨 캠퍼스 2013년 11월호 (표지모델) - PLAY vol.172 (표지모델) - Top Idol no.15 - billboard KOREA K-POP Magazine vol.6 - FANS 2014년 1월호 - 쎄씨 2014년 2월호 - 나일론 2014년 2월호 - Trendy no.51 (표지모델) - 바자 2014년 5월호 - 에스콰이어 2014년 5월호 - 브로마이드 2014년 7월호 - 슈어 2014년 7월호 - LIFEWAY 2014년 8·9월호 (통권 9호) - 코스모폴리탄 2014년 9월호 - 그라치아 37호 - 더 셀러브리티 2014년 11월호 - 텐아시아 플러스스타 2014년 11월호 (No.041) - 하이탑 |

## 광고ㆍ홍보대사

### 광고 모델
| 연도   | 기업명         | 브랜드명          | 품목    |
| ------ | -------------- | ----------------- | ------- |
| 2012년 | BGF리테일      | CU                | 편의점  |
| 2012년 | 오비맥주       | 카스라이트        | 주류    |
| 2012년 | CJ E&M         | 모두의마블        | 게임    |
| 2013년 | 제일모직       | 바이크 리페어 샵  | 의류    |
| 2013년 | CJ 헬로비전    | tving             | N스크린 |
| 2013년 | 한국GM         | 쉐보레 트랙스     | 자동차  |
| 2013년 | CJ E&M         | 마계촌 온라인     | 게임    |
| 2013년 | 크리스패션     | 파리게이츠 캐주얼 | 의류    |
| 2013년 | 제이엔지코리아 | 시에로(siero)     | 의류    |
| 2014년 | CJ 헬로비전    | tving             | N스크린 |
| 2014년 | 엔씨소프트     | 블레이드 앤 소울  | 게임    |

## 수상 경력

### 시상식
| 연도   | 수상 내역 |
| ------ | --- |
| 2013년 | - 7월 18일 제7회 Mnet 20's Choice Hot Cover 뮤직상 〈먼지가 되어〉 - 12월 29일 MBC 방송연예대상 올해의 스타상 〈우리 결혼했어요〉 |
| 2014년 | - 2월 12일 제3회 가온 차트 K-POP 어워드 올해의 신인상 남자솔로부문 〈이별의 10분전〉 - 2월 12일 제3회 가온 차트 K-POP 어워드 올해의 노래방 인기상 〈먼지가 되어〉 - 12월 3일 제16회 Mnet 아시안 뮤직 어워드 Style in Music - 12월 27일 KBS 연예대상 버라이어티 부문 최고 엔터테이너상 〈1박 2일〉 |

### 가요 프로그램 1위
| 연도            | 수상 내역 (총 1회)                                                            |
| --------------- | ----------------------------------------------------------------------------- |
| 2012년 (총 1회) | - 먼지가 되어(with 로이 킴) (총 1회) - 10월 24일 KMTV 《뮤직 트라이앵글》 1위 |

## 같이 보기
- 슈퍼스타K 4
- DrugRestaurant
- 버닝썬 게이트